# DuBose Heyward
DuBose Heyward, född 31 augusti 1885 i Charleston, South Carolina, död 16 juni 1940 i Tryon i Polk County, North Carolina, var en amerikansk författare. Heyward är mest känd för romanen Porgy (1925) som låg till grund för George Gershwins opera Porgy och Bess. Heyward var själv delaktig i arbetet med librettot till operan. Han skrev även barnböcker.